# 新秦野インターチェンジ
新秦野インターチェンジ（しんはだのインターチェンジ）は、神奈川県秦野市八沢にある新東名高速道路のインターチェンジ (IC) である。
ここでは当ICのロングランプと厚木秦野道路が接続する秦野西インターチェンジ（はだのにしインターチェンジ、仮称）についてもまとめて記述する。なお、付近の厚木秦野道路は計画段階であり、2022年3月時点では事業化されていない。

## 道路
- E1A 新東名高速道路（4番）
- 国道246号（厚木秦野道路）

## 接続する道路
直接連絡
- 国道246号（連絡路。国土交通省では「国道246号秦野IC関連事業」としている[1]）

間接連絡
- 国道246号（現道、国道255号と重複）

## 料金所
- ブース数：5

### 入口
- ブース数：2
  - ETC/一般：2

### 出口
- ブース数：3
  - ETC専用：1
  - ETC/一般（精算機）：1
  - 一般（精算機）：1

## 歴史
- 2021年（令和3年）4月21日：秦野市が「新秦野インターチェンジ」の名称素案を公開[2]。
- 2021年（令和3年）10月6日：IC名称が「秦野IC（仮称）」から「新秦野IC」に正式決定[3]。
- 2022年（令和4年）4月16日：新東名高速伊勢原大山IC - 新秦野IC間開通に伴い、供用開始[4]。同時に国道246号秦野IC関連事業も開通[5]。

新東名高速の当IC - 新御殿場IC間の開通予定は2027年度とされている。また、厚木秦野道路の当IC付近は事業化されていない。

## 周辺
- 常徳院菖蒲園
- 秦野盆地湧水群
- 秦野市立上小学校
- 秦野市立西中学校
- 小田急小田原線 渋沢駅
- E1 東名高速道路 大井松田IC（国道246号経由で約5 km）

## 隣
E1A 新東名高速道路
(3) 伊勢原大山IC - (3-1) 秦野丹沢SA/SIC（SAは事業中） - (4) 新秦野IC - 山北SIC（事業中） - 小山PA/SIC（事業中） - (5) 新御殿場IC
厚木秦野道路
秦野西IC（計画中） - 渋沢IC（計画中）